# José Antonio García Calvo
José Antonio García Calvo (* 1. April 1975 in Madrid) ist ein ehemaliger spanischer Fußballspieler.

## Karriere

### Vereine
Der Madrilene begann seine Karriere bei Real Madrid. 1994 kam er zu der B-Mannschaft der Königlichen. 1995 wurde er in die A-Mannschaft Reals geholt. Von 1997 bis 2001 spielte Calvo bei Real Valladolid. Von 2001 bis 2006 spielte der Spanier bei Atlético Madrid. Der Innenverteidiger kann auch in der linken und der rechten Verteidigung spielen. Bei Atletico war Calvo stets einer der Führungsspieler. Im Sommer 2006 wechselte García Calvo zum Zweitligisten Real Valladolid, mit dem er im ersten Anlauf den Aufstieg in die erste Liga erreichte.

### Nationalmannschaft
Mit der U21-Nationalmannschaft nahm er an der vom 23. bis 31. Mai 1998 in Rumänien ausgetragenen Europameisterschaft teil und bestritt zwei Turnierspiele, einschließlich des mit 1:0 gewonnenen Finales über die U21-Nationalmannschaft Griechenlands.
Calvo spielte bisher drei Mal im spanischen Nationalteam den Sprung schaffte er innerhalb der EM-Qualifikation 2002–2004 für die EM in Portugal.

## Erfolge
Nationalmannschaft
- U21-Europameister 1998

Vereine
- 2 Mal Spanischer Meister mit Real Madrid (1995, 1997)
- 1 Mal Spanischer Supercupsieger mit Real Madrid (1997)
- Aufstieg mit Real Valladolid 2006/2007